# Lista dos partidos políticos da Síria
Apesar de, na prática, toda a política da Síria ser dominada pelo Partido Árabe Socialista Ba'th, existem ainda os seguintes partidos políticos:

## Partidos legais
- Frente Progressista Nacional
  - Partido Baath
  - Partido Social Nacionalista Sírio
  - Movimento Socialista Árabe
  - União Socialista Árabe
  - Partido Comunista Sírio (Bakdash)
  - Partido Comunista Sírio (Unificado)
  - Unionistas Social-Democratas
  - Socialistas Unionistas
  - Partido Democrático Socialista Unionista
  - Partido Democrático Unionista Árabe
  - Movimento da Promessa Nacional
- Outros partidos legais
  - Partido da Solidariedade
  - Partido Democrático Árabe da Solidariedade
  - Partido Democrático Sírio
  - Partido do Desenvolvimento Sírio
  - Partido Al-Ansar
  - Partido da Vanguarda Democrática
  - Juventude Nacional pela Justiça e Desenvolvimento
  - Partido Nacional da Juventude Síria
  - Partido da Pátria Síria
  - Partido Popular

## Partidos ilegais e banidos
- Hizb ut-Tahrir
- Irmandade Muçulmana da Síria
- Frente de Salvação Nacional da Síria
- Partido Popular Democrático Sírio
- Partido Comunista do Trabalho
- Partido Baath Árabe Socialista Democrático
- União Árabe Socialista Democrática
- Partido Revolucionário Árabe dos Trabalhadores
- Partido Democrático do Curdistão Sírio
- Partido de União Democrática
- Aliança Nacional Curda da Síria
- Movimento do Futuro Curdo na Síria
- Organização Democrática Assíria
- Partido da União Siríaca
- Aliança Nacional Democrática Síria
- Movimento do Amanhã da Síria
- Partido Democrático Assírio
- Movimento pela Justiça e Desenvolvimento
- Partido Reformista da Síria
- Assembleia Síria Turcomena
- Bloco Nacional Turcomeno Sírio